# Arsenal VG-33
Arsenal VG-33 — французский лёгкий истребитель, разработанный в начале Второй мировой войны.

## История
В 1934 году была создана компания Arsenal du matériel aérien, которой руководил Мишель Вернисс (фр. Michelle Verniss). В 1936 году, после национализации французской авиапромышленности, компания сменила название на Arsenal l`Aeronautique и заняла один из старых заводов в Виллакубле, ранее принадлежавший фирме Breguet. Главным инженером был Жак Гатье (фр. Jean Galtier).
Первые проекты истребителей компании — VG-10 и VG-20 (VG — по первым буквам фамилий директора и главного инженера), не были построены, но на их основе был спроектирован VB-10.
Макет самолёта VG-30 был представлен на выставке в ноябре 1936 года, после того, как министерство авиации Франции заинтересовала идея лёгких истребителей из альтернативных материалов. Самолёт был по большей части выполнен из дерева (использовалась ель), рама самолёта была закрыта формованной литой фанерой. На прототипе сначала планировали установить мотор Potez 12Dc (610 л. с.), но из-за задержки поставок был выбран Hispano-Suiza 12Xcrs (690 л. с.). Предполагалось вооружить самолёт 20-мм пушкой, стреляющей через втулку носового винта и четырьмя 7,5-мм пулеметами, по два в каждом крыле.
Макет понравился министерству, и оно сделало заказ на опытный прототип, который был готов в начале октября 1938 года. На испытаниях в 1939 году самолёт оценили очень хорошо. Он был быстрее, чем более мощный Morane-Saulnier MS.406, основной французский истребитель, который только что поступил на вооружение. Однако от производства этого самолёта отказались в пользу более продвинутых моделей.
Версия VG-31 — попытка сделать самолёт ещё быстрее, но изменения дали небольшой выигрыш в скорости и ухудшили манёвренность и надёжность. Поэтому VG-31 не был завершён, однако его фюзеляж был использован для создания VG-33.
VG-33 был собран на основе VG-30 и VG-31. Прототип совершил первый полёт 25 апреля 1939 года. С августа 1939 по март 1940 проводились испытания. Самолёт показывал себя хорошо, был манёвренным и простым в управлении.
В сентябре 1939, до окончания испытаний, был составлен заказ на 200 самолётов, который затем был увеличен ещё на 720. Первые поставки ожидались в январе 1940 года.
Из-за задержки поставок древесины первый серийный самолёт совершил первый полёт только в апреле 1940 года.
К 22 июня 1940 года только семь самолётов было поставлено ВВС Франции. Приблизительно 160 находились в различных стадиях завершения на заводах SNCAN на севере Франции. Не менее 20 в основном законченных экземпляров были уничтожены французами прежде, чем немецкие войска смогли захватить их. Ещё 12 самолётов французам удалось перегнать в Шатору. К ноябрю 1942 года немцам удалось захватить около 5 самолётов VG-33, и по крайней мере один из них был испытан в Рехлине, Германия.

## Эксплуатанты

### Франция
- Военно-воздушные силы Франции

### Германия
- Люфтваффе[источник не указан 1899 дней]

## Тактико-технические характеристики (VG-33)
Технические характеристики
- Экипаж: 1
- Длина: 8,55 м
- Размах крыла: 10,80 м
- Высота: 3,31 м
- Площадь крыла: 14 м2
- Масса пустого: 2 050 кг
- Нормальная взлётная масса: 2 655 кг
- Силовая установка: 1 × воздушных Hispano-Suiza 12Y-31
- Мощность двигателей: 1 × 860 л.с. (1 × 641 кВт)

Лётные характеристики
- Максимальная скорость: 558 км/ч (на 5200 м)
- Практическая дальность: 1 200 км
- Практический потолок: 11 000 м

Вооружение
- Стрелково-пушечное: 1 × 20-мм Hispano-Suiza HS.404
4 × 7,5-мм MAC 1934